# Kim Da-sol
Đây là một tên người Triều Tiên, họ là Kim.
Kim Da-Sol  (tiếng Hàn: 김다솔; sinh ngày 4 tháng 1 năm 1989) là một cầu thủ bóng đá Hàn Quốc thi đấu ở vị trí thủ môn cho Daejeon Citizen ở K League Classic.